# Facultate de Drept
O facultate de drept este o instituție de învățământ superior specializată în educație juridică.
Prin tradiție, la încheierea studiilor, studenții prezintă o Lucrare de licență.
După ce ministrul educației Mircea Dumitru, din Guvernul Dacian Cioloș, a semnat un ordin ce stabilește că diploma de licență se poate obține după una sau două probe, la alegerea facultăților, cu aprobarea Senatului, Facultatea de Drept a Universității din București a renunțat la lucrările de licență realizate pentru absolvirea studiilor, deoarece controlul antiplagiat este prea scump, softurile și bazele de date având prețuri de zeci de mii de dolari. În plus, acestea nu garantează că filtrează 100% eventualele fraude.
În România, absolvenții licențiați ai unei facultăți de Drept acreditate pot ajunge în Magistratură, spre a deveni procurori sau judecători, după un stagiu de pregătire de doi ani la Institutul Național al Magistraturii, în urma unui concurs de admitere.
Alte profesii pe care le pot practica absolvenții unei facultăți de drept sunt cele de avocat, notar, consilier juridic, grefier, secretar de Primărie. 